# Orlík (zámek)
Orlík je hrad přestavěný na zámek u obce Orlík nad Vltavou v okrese Písek v Jihočeském kraji. Nachází se na skalním ostrohu nad Vltavou, jejíž údolí je zde zaplaveno vodou Orlické přehrady. Zámecký areál je chráněn jako kulturní památka.
Hrad založil ve druhé polovině třináctého století král Přemysl Otakar II. a do šlechtického držení se natrvalo dostal za vlády Karla IV. Významnými majiteli hradu byli Zmrzlíkové ze Svojšína, Švamberkové, kteří hrad přestavěli na zámek, a po nich Eggenbergové a Schwarzenbergové. Na počátku husitských válek Orlík patřil ke kališnickým opěrným bodům a tvořil mocenskou protiváhu katolickému Zvíkovu. Pevnostní funkci plnil ještě za třicetileté války a počítalo se s ní ještě ve druhé polovině sedmnáctého století, kdy panovaly obavy z vpádu Turků. Poté byl až do počátku devatenáctého století pouze udržován.
Roku 1802 se zámek stal sídlem orlické větve rodu Schwarzenbergů. K poslednímu většímu stavebnímu zásahu došlo v šedesátých letech devatenáctého století. V průběhu dvacátého století se zámek ocitl na více než čtyřicet let v majetku státu a po sametové revoluci byl vrácen rodině Schwarzenbergů.

## Historie

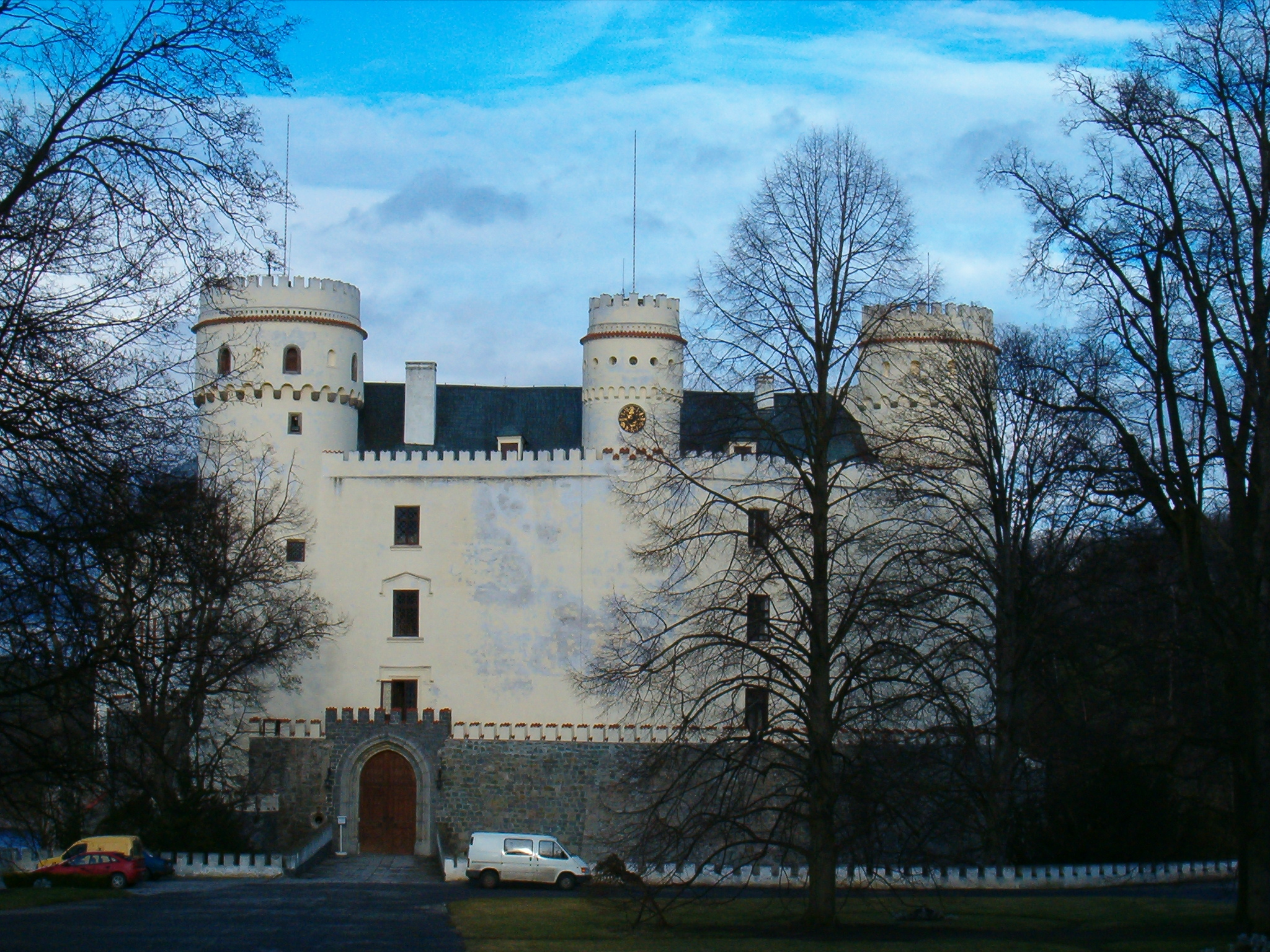
Vstupní průčelí

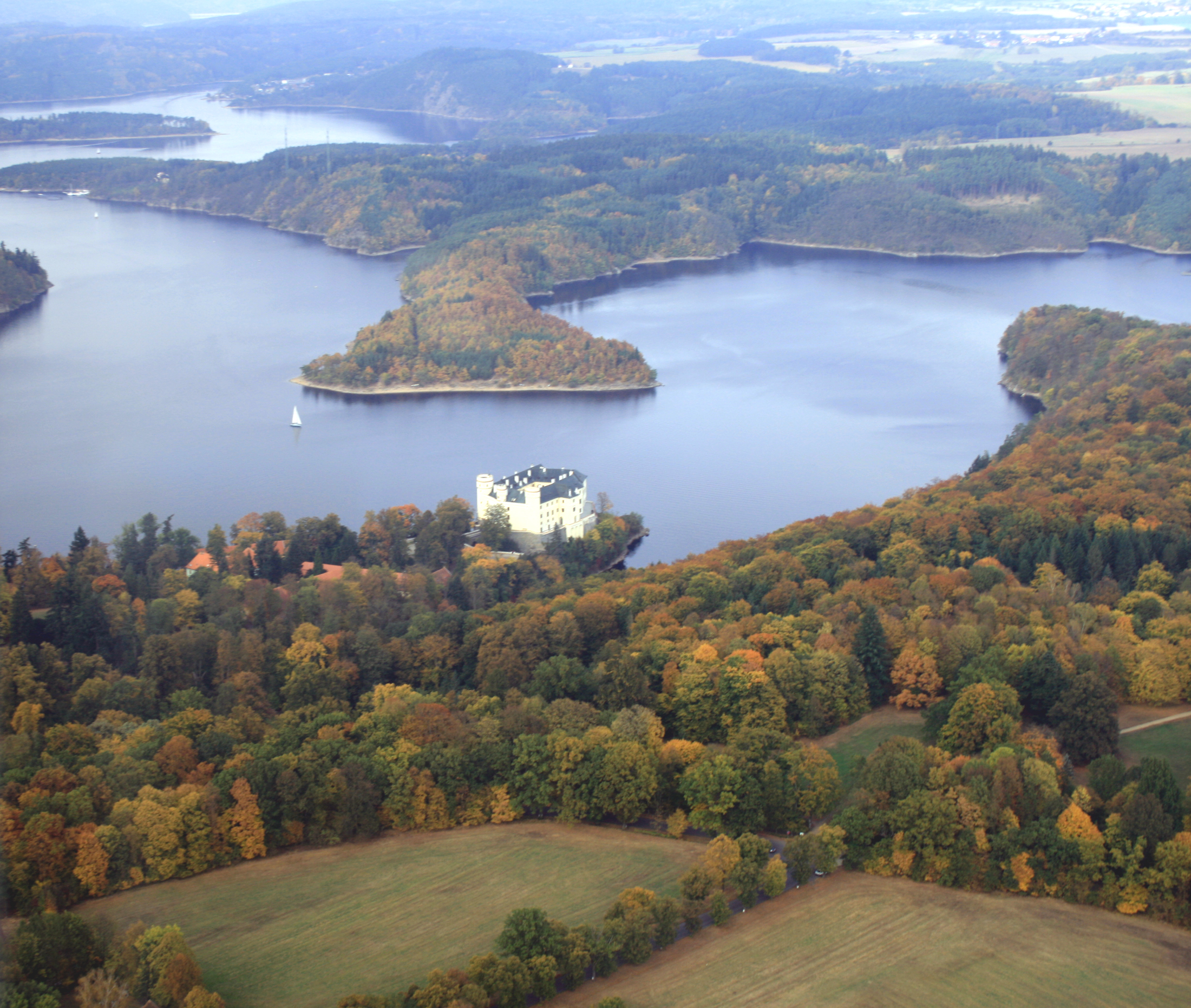
Zámek Orlík nad Vltavou s pohledem na vodní nádrž Orlík

Hrad pravděpodobně založil v závěru své vlády král Přemysl Otakar II. jako strážní bod u cesty z Milevska do Mirovic, u kterého se vybíralo mýto z plavby po řece Vltavě. V letech 1288–1289 hrad ovládali příznivci Záviše z Falkenštejna, kteří škodili na pozemcích pražského biskupa Tobiáše z Bechyně.
Dne 4. července 1357 hrad získal od krále Karla IV. jako manství mindenský biskup Dětřich z Portic. Už o tři roky později jej přenechal svému stejnojmennému synovci, který zastával úřad vyšehradského purkrabího. Při převodu si Karel IV. vymínil, že v případě války bude moci na hrad umístit vlastní posádku. Dětřich mladší z Portic zemřel nejspíše před 11. říjnem 1369, protože toho dne Karel IV. hrad udělil v manství Hynku Pluhovi z Rabštejna. Podle Tomáše Durdíka Hynek hrad získal až v roce 1370. Později však Orlík vyměnil se staroměstským měšťanem Zikmundem Hulerem za hrad Boršegrýn. Výměnu schválil král Václav IV. dne 11. listopadu 1395. Panovník roku 1400 povolil Zikmundu Hulerovi zvýšit clo vybírané za plavení vorů ze dvou haléřů na čtyři haléře a v lednu následujícího roku sám na Orlíku pobýval. Později Zikmund Huler ztratil královu důvěru, byl obviněn z podvodů a 23. června 1405 popraven. Hrad poté připadl Zikmundovu bratrovi Ondřeji Hulerovi, který Orlík roku 1407 prodal Petrovi staršímu Zmrzlíkovi ze Svojšína a přestěhoval se na Preitenstein.

### Zmrzlíkové ze Svojšína
Petr Zmrzlík v letech 1404–1419 a poté krátce před svou smrtí v roce 1421 zastával úřad nejvyššího mincmistra. Od začátku husitské revoluce stál na straně kališníků a samotný Orlík nechal pravděpodobně významně přestavět. Po otcově smrti se novým majitelem hradu stal husitský hejtman Petr Zmrzlík ze Svojšína, který na Orlíku mimo jiné hostil roku 1422 Jana Žižku z Trocnova, který zde nechal napsat list Domažlickým, kterým vyzýval město Domažlice k odporu proti druhé křížové výpravě. Orlík v té době tvořil protiváhu sousednímu katolickému Zvíkovu.
Roku 1427 se Petr se svými bratry Janem a Václavem přiklonili na stranu krále Zikmunda Lucemburského, od kterého časem získali Kostelec nad Vltavou, Tochovice (oboje roku 1436) a Rožmitál pod Třemšínem. Okolo roku 1440 zemřel Jan Zmrzlík a zbývající bratři se rozdělili o majetek. Orlík s Březnicí si ponechal Václav Zmrzlík, který po smrti krále Zikmunda bojoval proti Oldřichu II. z Rožmberka, jemuž například roku 1443 vyplenil statky v okolí Třeboně.
Po Václavově smrti se z Orlíku stala odúmrť, kterou od krále Ladislava roku 1457 získali Václavovi synovci, z nichž hrad po několika letech sporů nakonec dostal Jaroslav Zmrzlík. Během poděbradských válek stál na straně Jiřího z Poděbrad, a v letech 1469–1472 proto vedl drobnou válku s Rožmberky a od roku 1475 se Švamberky, kterým patřil blízký Zvíkov a kteří podporovali Matyáše Korvína. Jaroslav zemřel koncem patnáctého století a zanechal po sobě devět dětí, jejichž poručníkem se stal Hroznata z Vrtby, který se roku 1499 uváděl jako pán na Orlíce.
Roku 1501 byl hradním pánem Václav Zmrzlík ze Svojšína, za nějž hrad roku 1508 vyhořel. Václav se proto odstěhoval do Lnářů a na Orlíku ustanovil Jindřicha ze Sobučic jako purkrabího. V roce 1513 dosáhl u krále Vladislava Jagelonského propuštění hradu z manství a 2. února 1514 Orlík prodal Kryštofovi ze Švamberka. Švamberkové spolu s hradem získali městečko Staré Sedlo, vesnice Žďákov, Hluboký, Šerkov, Kožlí, Pukňov, Vír, Vystrkov, Těchařovice, Zalužany a další majetek.

### Švamberkové

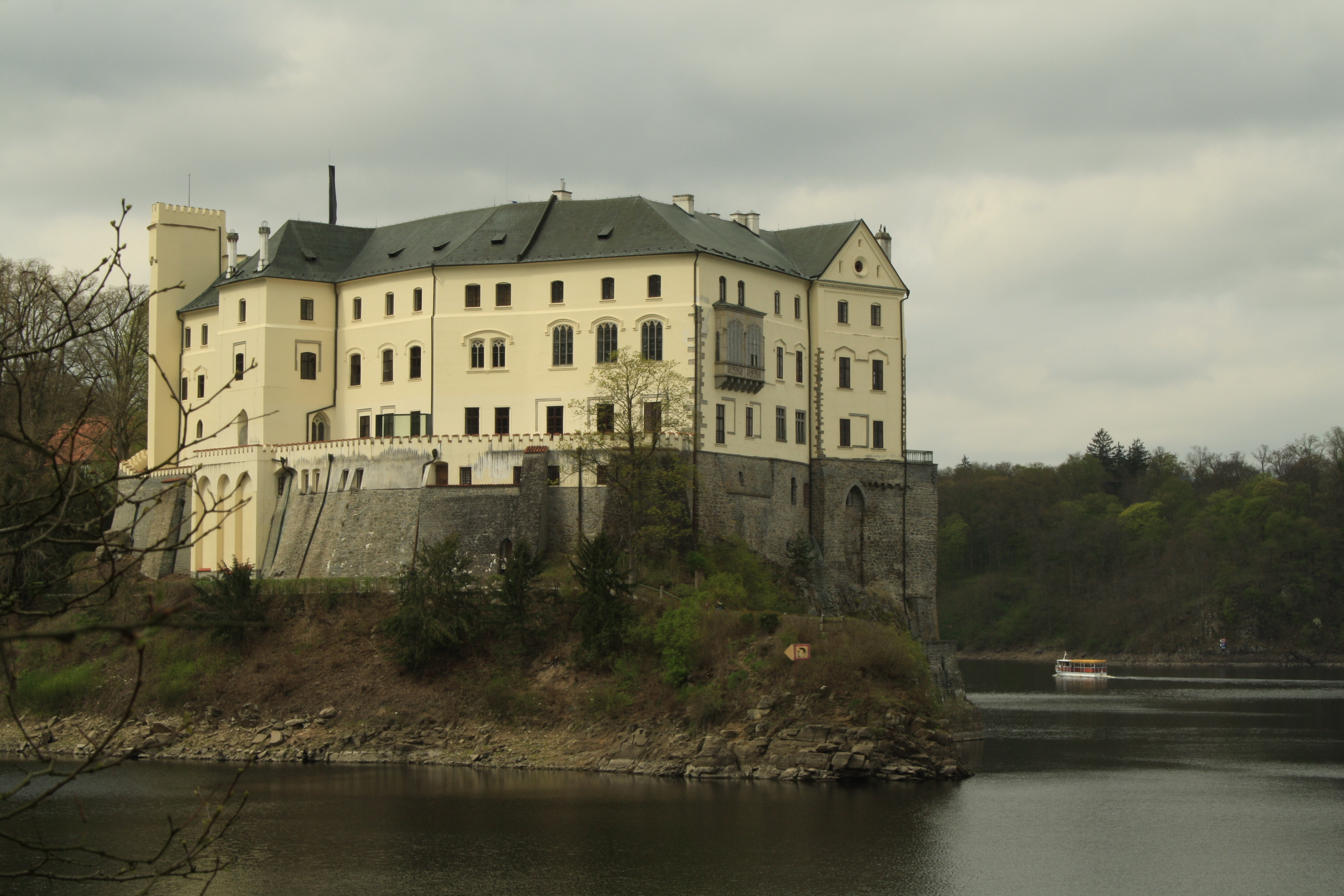
Pohled ze severovýchodu

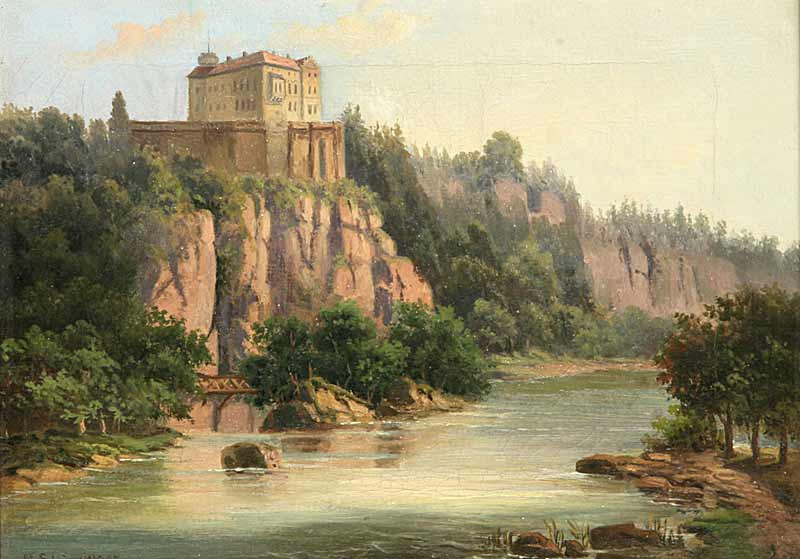
Orlík před napuštěním Orlické přehrady na obraze od Viléma Strömingera

Kryštof ze Švamberka nechal hrad rozsáhle přestavět. Rozšířeny byly zejména obytné prostory, ale obranyschopnost hradu nebyla úpravami narušena. Součástí hradu se stal také nově postavený pivovar a v předhradí vyrostly nové hospodářské budovy. Orlík se tak stal hospodářským centrem panství, ke kterému patřil další pivovar, pět dvorů, 51 vesnic a tři městečka.
Po Kryštofově smrti v roce 1534 panství po dobu čtyř let spravovala vdova Anežka Švamberková z Kolovrat. Její špatné hospodaření způsobilo škody ve výši 2500 kop českých grošů. Po ní majetek převzali synové Jindřich, Jan, Bohuslav, Ratmír, Václav a Zdeněk. Dne 23. července 1540 se o něj rozdělili tak, že Orlík připadl Bohuslavovi. Bezdětný šlechtic statek odkázal své manželce Johaně a 3. prosince 1552 na hradě zemřel. Johana z Lobkovic se o sedm let později podruhé vdala za Václava Berku z Dubé, který se po její smrt v roce 1564 stal na krátkou dobu majitelem hradu. Majetek od něj brzy získal Bohuslavův bratr Jindřich ze Švamberka. Ani on neměl děti, ale byl poručníkem Kryštofa a Hynka ze Švamberka, mezi které své statky rozdělil.
Hynek zemřel už v roce 1570 a jeho podíl zdědil bratr Kryštof II. ze Švamberka. Orlík se stal jeho hlavním sídlem, které nechal pod vedením italských architektů renesančně přestavět.
Zemřel však roku 1582 ještě před dokončením prací. Jeho smrtí vymřela zvíkovská větev Švamberků a její majetek si rozdělili bratranci Jan Jiří a Jan Vilém ze Švamberka z borské větve rodu. Orlík si ponechal Jan Jiří, který pokračoval ve stavebních úpravách. Budova samotného zámku za něj byla rozšířena až do prostoru příkopu a upraven byl také hospodářský dvůr v místech bývalého předhradí.
Jan Jiří ze Švamberka v roce 1611 zdědil rozsáhlý majetek po zemřelém Petru Vokovi z Rožmberka a o rok později přikoupil ještě zvíkovské panství. Sám se ale v roce 1614 přestěhoval na třeboňský zámek. Posledním Švamberkem na Orlíku se po otcově smrti stal Petr II. ze Švamberka. Během stavovského povstání v letech 1618–1620 zastával funkci jednoho z direktorů za panský stav a podílel se na volbě Fridricha Falckého českým králem. Zemřel už roku 1620, ale ještě za jeho života mu nechal král Ferdinand II. zkonfiskovat celý majetek.
Orlík v té době ovládala stavovská posádka, kterou oblehlo vojsko čtyř tisíc mužů vedených Baltasarem Marradasem a Martinem de Hoeff-Huertou. Po dopolední přestřelce se posádka hradu 5. dubna 1621 vzdala. Koncem srpna téhož roku Orlík přepadl a dobyl oddíl stovky stavovských mušketýrů ze Zvíkova, ale při odjezdu s kořistí se u Nevězic střetli s císařskými oddíly, které Orlík dobyly zpět. Císařští na hradě zanechali posádku třiceti mušketýrů a několika jezdců, zatímco zámečtí úředníci byli odvezeni pro podezření ze zrady k Baltasaru Marradasovi, který obléhal město Tábor. Úředníci byli nakonec propuštěni a vrátili se zpět na zámek.

### Eggenbergové
Orlické panství na počátku třicetileté války zásobovalo císařské vojsko potravinami a úředníci císařské komise nalezli 15. října 1622 zámek téměř prázdný a zpustlý. V hospodářském dvoře byli pouze dva koně, kráva a šest vepřů. Pustá byla i třetina vesnic orlického panství. Konfiskát měl koncem roku 1622 koupit Adam ze Šternberka na Bechyni, ale ještě před potvrzením smlouvy následujícího roku zemřel. Novým majitelem se proto stal kníže Jan Oldřich z Eggenberka, který panství koupil 13. listopadu 1623 za 159 360 kop a osm míšeňských grošů.
Kníže nechal zámek opravit a do roku 1632 se válečné události panství nijak nedotkly. Teprve při saském vpádu do Čech byla na zámek dosazena vojenská posádka, která na něm zůstala až do konce války. Roku 1640 ji tvořili hejtman, praporečník, písař, tři kaprálové, osm frajtrů, 39 knechtů, lajtnant munice, pomocník při střelbě a komisař pro plavbu. Panství opět strádalo vojenskými požadavky, které mimo naturálního plnění roku 1644 dosáhly výše 6 705 zlatých. Roku 1645 začaly nové opevňovací práce, ale vzhledem k nedostatku pracovníků byli robotníci přesunuti k plnění podobného úkolu u Zvíkova.
V roce 1650, kdy funkci hejtmana zastával Jetřich z Germersheimu, Orlík opustila vojenská posádka, ale ještě o tři roky později musel hejtman dodávat vojsku střelný prach a munici. Při nebezpečí tureckého vpádu v roce 1683 byl Orlík považován za dostatečně pevný a byl znovu vyzbrojen. V inventáři je doloženo čtrnáct jednoliberních děl, 1150 dělových koulí, 114 nenaplněných granátů, devět hákovnic, 43 mušket a 21 kordů.
Eggenbergové na zámku nesídlili, ale ten byl přesto udržován a rozšiřován. Když v roce 1717 zemřel poslední příslušník rodu, teprve třináctiletý kníže Jan Kristián II. z Eggenbergu, připadl Orlík Marii Arnoštce, vdově po Janu Kristiánovi I. z Eggenbergu, která jej odkázala svému synovci Adamu Františkovi ze Schwarzenbergu.

### Schwarzenberkové

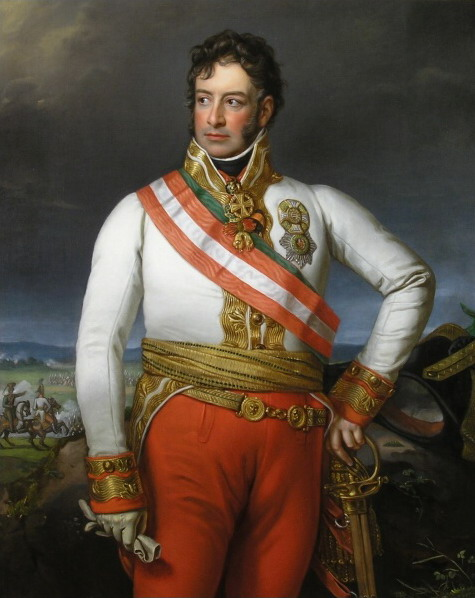
Karel Filip Schwarzenberg, zakladatel orlických Schwarzenbergů

Orlík v této době stál poněkud mimo hlavní zájem rodu, neboť Schwarzenbergové si za své sídlo zvolili Český Krumlov. Pro potřeby občasných návštěv pro ně A. E. Martinelli v letech 1725 a 1731 vypracoval projekt přestavby, ale úpravy nakonec proběhly podle plánů stavitele Františka Jakuba Fortiniho. V letech 1751–1753 bylo obnoveno jihozápadní křídlo a přízemní arkády okolo nádvoří.
V roce 1802 došlo k rozdělení schwarzenberského majetku na dvě autonomní větve, které podpisem smlouvy založili bratři Josef a Karel Filip. Josefova primogenitura ovládala hlubocko-krumlovské panství, zatímco Karel Filip ze Schwarzenbergu, zakladatel sekundogenitury, se stal se svou rodinou po dlouhé době prvním trvalým panským obyvatelem orlického zámku. Byl polním maršálkem a vítězem nad Napoleonem v bitvě u Lipska. Pro potřeby nových majitelů byl zámek upravován, přestavbu roku 1802 přerušil požár, nicméně budovy byly mimo jiné zvýšeny o třetí patro. Karel Filip na zámku založil knihovnu, sbírku starých zbraní, maleb na skle a jiných starožitností. Na úpravy interiérů a přeměnu okolí zámku na anglický park dohlížela Karlova manželka Marie Anna z Hohenfeldu.

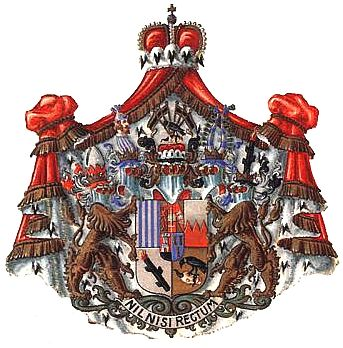
Erb orlických Schwarzenbergů

Od rozdělení rodu Schwarzenbergů na dvě rodové linie roku 1802 byl Orlík oficiálním sídlem orlické větve rodu. Schwarzenbergové na něm však nepobývali celý rok, ale využívali také nedaleký zámek Čimelice, do roku 1930 zámek Osov a přes zimu palác v Praze ve Voršilské ulici.
Karel Filip ze Schwarzenbergu zemřel 15. října 1820. a orlické panství po něm zdědil místo nejstaršího syna Bedřicha ze Schwarzenbergu jeho druhý syn, Karel II. ze Schwarzenbergu Roku 1822 dokončen empírový sál ve druhém patře severozápadního křídla a v letech 1849–1860 proběhly novogotické úpravy podle návrhu pražského architekta Bernharda Gruebera. Část romantizujících stavebních úprav považovaných za dílo Bernharda Gruebera proběhla už po požáru v roce 1802. Patří k nim cimbuří na zdech a věžích zámeckého průčelí, což z nich dělá nejstarší romantickou stavební úpravu feudálního sídla v Čechách. V letech 1861–1864 byla také severozápadně od zámku Karlem III. Schwarzenbergem postavena rodinná hrobka, kterou se později inspirovali hlubočtí Schwarzenbergové při stavbě své hrobky u Třeboně. Po celou dobu pokračovala přeměna okolní krajiny na anglický park, jehož rozloha dosáhla 160 hektarů, ve své době tak byl největším zámeckým parkem v Českém království. Zbořen byl hospodářský dvůr před zámkem, jehož místo zaujala francouzská zahrada.

### Vyvlastnění a navrácení zámku
Karel VI. Schwarzenberg v letech 1938–1939 formuloval Deklarace české šlechty, během nacistické okupace mu tudíž byl zabaven majetek. Karel VI. Schwarzenberg pak byl s rodinou internován na zámku v Čimelicích, kde se roku 1945 podílel na protinacistickém povstání. Majetky mu byly navráceny a Schwarzenbergové se vrátili na Orlík. V roce 1948 byly majetky orlických Schwarzenbergů zabaveny komunisty, Schwarzenberkové v tomto roce odešli do nuceného exilu do Rakouska. Zámek Orlík byl následně zařazen do první kategorie památek, vyhnul se tak devastaci a byl zpřístupněn veřejnosti. Interiéry zámku byly ponechány ve stavu z roku 1948.[zdroj⁠?!]
Schwarzenbergové se vrátili do Čech po roce 1989, kdy Karel Schwarzenberg zastával funkci vedoucího kanceláře prezidenta Československé republiky Václava Havla. Po restituci majetku roku 1992 se své funkce vzdal a převzal správu nad rodovým panstvím. Od roku 2006 rodový majetek, tedy i zámek Orlík, spravuje jeho syn, Jan Nepomuk Schwarzenberg.
Návštěvníkům je zámek zpřístupněn od dubna do října v návštěvních hodinách.

## Stavební podoba

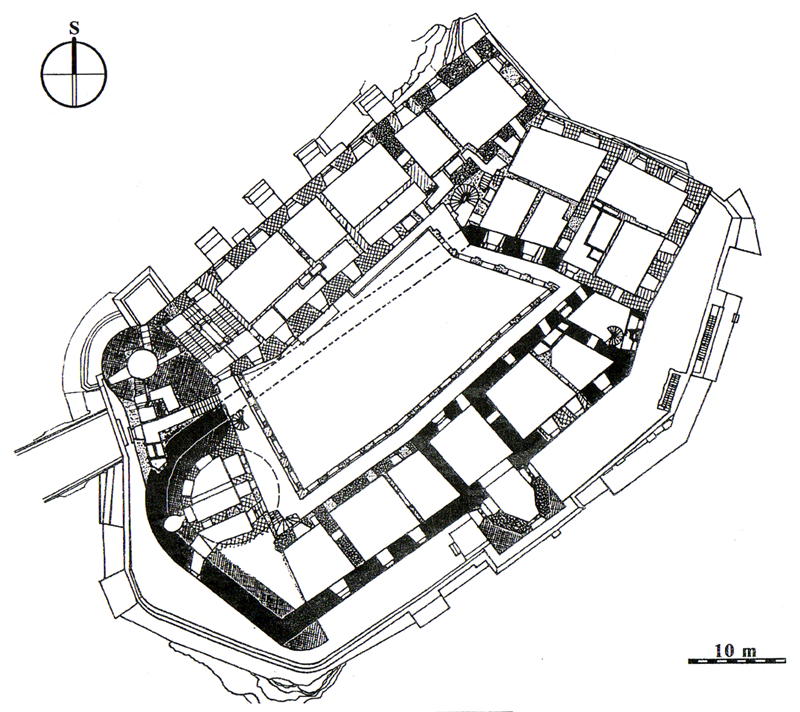
Půdorys prvního patra

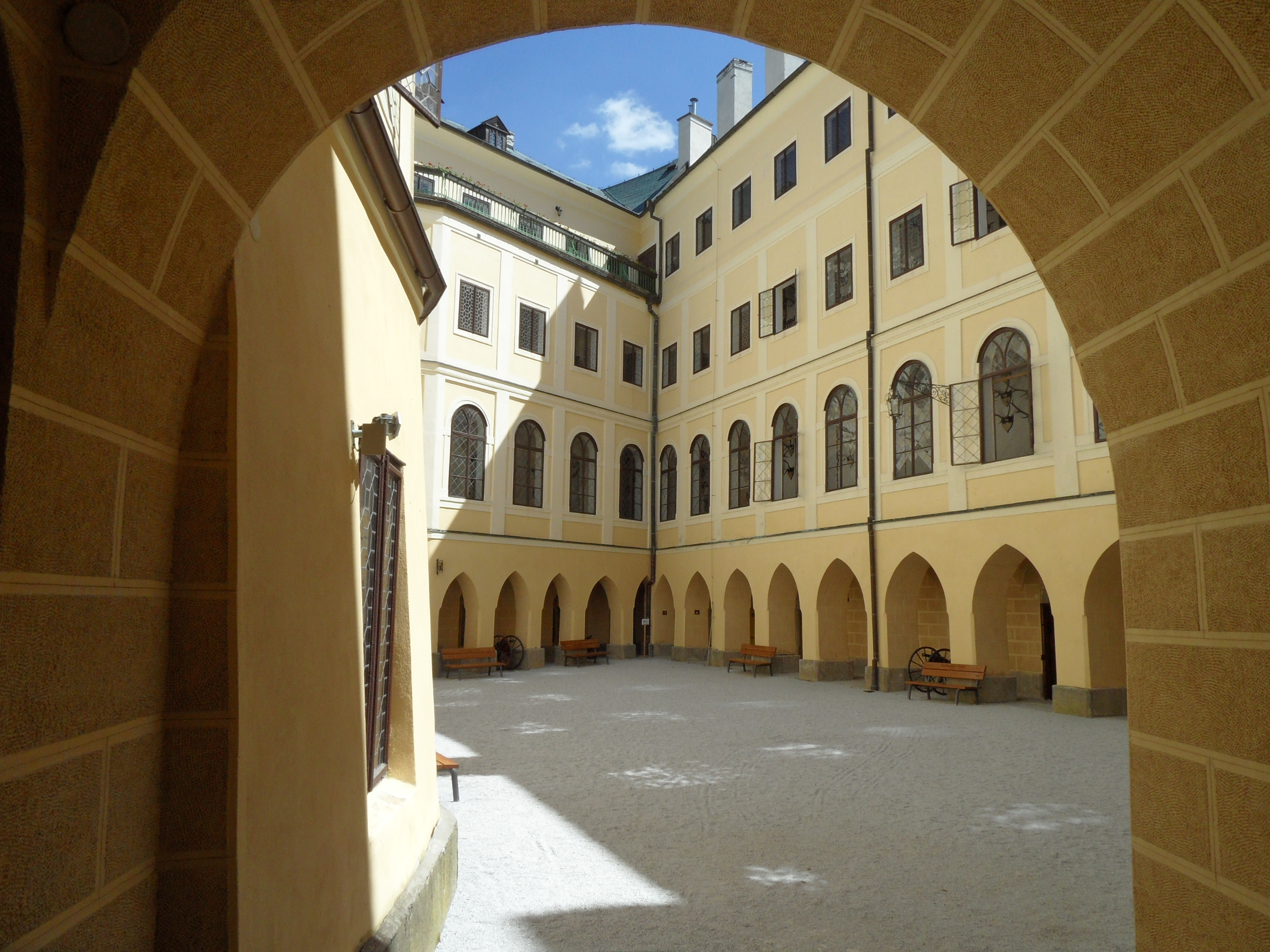
Nádvoří

Hrad byl založen na skalním ostrohu nad levým břehem Vltavy. Archeologický výzkum na nádvoří a v parkánu nezjistil žádné stopy osídlení ostrožny v době před druhou polovinou třináctého století. Orlík svou dispozicí patřil mezi menší a jednodušší varianty hradů s obvodovou zástavbou. Neobvyklé řešení čela hradního jádra v menším měřítku připomíná hrad Džbán a souvisí s hrady typu francouzského kastelu. Francouzským řešením odpovídá i v Čechách výjimečné situování brány mezi dva oblé obranné objekty.
O původní podobě předhradí nejsou k dispozici žádné informace. Za předhradím se nachází příkop, za kterým býval v čele jádra skalní útvar, jehož obezděním vznikla přirozená štítová hradba. Kromě ní čelo hradu zajistily tři obranné stavby. Na východní straně stávala plná věž nebo věžice upravená později do podoby polookrouhlé věže. V západním nároží dosud stojí okrouhlá věž považovaná J. Varhaníkem za bateriovou, čemuž však neodpovídá její podoba. Uprostřed čela se nacházela mohutná polookrouhlá stavba, jejíž interiér sloužil jako kuchyně. Mezi ní a západní věží je brána s průjezdem vytesaným ve skále.
Nejstarší palác byl mírně zalomený a nacházel se v severní části jádra. U severozápadního nároží stojí mohutný blok zdiva, který je nejspíše pozůstatkem věžice, která umožňovala kontrolovat provoz na Vltavě. Později byl tento palác rozšířen na dvojtraktový a navázalo na něj východní křídlo s kaplí. Kdy přesně bylo postaveno není jisté. Skladba místností poukazuje na třinácté století, ale nejstarší architektonické prvky pocházejí až z pokročilého čtrnáctého století. Nejasná je podoba západní strany, ale předpokládá se, že zde vedla hradba v úrovni nádvorní strany západního křídla.
Z pozdně gotické přestavby realizované na počátku šestnáctého století pochází budova západního křídla vysunutá mimo původní půdorys hradu. V čele vznikla drobná prostřední věž a přestavěno bylo také východní křídlo. Ze stejné stavební fáze pochází rozměrná okna ve starších palácích, síťová klenba kaple a vnější obezdívka původně polygonálního presbytáře. V letech 1575–1578 byly obytné budovy zvýšeny o jedno patro. Ve stejné době nechal Kryštof II. ze Švamberka opevnit předhradí zdmi, okrouhlou věží a dvěma branami, ale opevnění zaniklo při parkové úpravě v devatenáctém století. Západní křídlo bylo později několikrát přestavěno, zejména po požáru v roce 1802. Původní přízemní prostory s valenými klenbami jsou pod úrovní terénu a v suterénu se dochovala místnost zaklenutá sklípkovou klenbou. Roku 1802 bylo stavitelem J. Šindelářem přistavěno třetí patro. K novogotickým Grueberovým úpravám patří arkýř rytířského sálu.
Významným prostorem je tzv. Teskův sál pojmenovaný podle autora vyřezávaného stropu Jana Tesky.

## Zámek ve filmu
- Buď připraven! (1923, režie Svatopluk Innemann)
- Alibi na vodě (1965, režie Vladimír Čech)[18]
- Nahá pastýřka (1966, režie Jaroslav Mach)[18]
- Rakev ve snu viděti… (1968, režie Jaroslav Mach)[18]
- Brněnské kolo (1971, režie Jiří Prokel)
- Takmer růžový príbeh (1990, režie Juraj Jakubisko)[18]
- Hledání ztraceného času (1991, režie Pavel Vantuch)
- Jenny Marx, la femme du diable (1992, režie Michel Wyn)[18]
- Jak se zbavit nevěsty (2016, režie Tomáš Svoboda)
- Můj otec, kníže (2022, režie Lukas Sturm, Lila Schwarzenberg)